# バードハミング鳥越
バードハミング鳥越（バードハミングとりごえ）は、石川県白山市にあるクアレジャー施設。1970年に閉鎖された手取遊園地跡地に鳥越村営で設立された。
日帰り温泉やプール、バーベキュー場、宿泊施設などがそろっている。

## アクセス

### バス
- 北陸鉄道石川線鶴来駅から北陸鉄道バス「瀬女」行き（瀬木野経由）に乗車し約20分。「鳥越小学校前」停留所下車、東に徒歩約7分。
- 白山市コミュニティバス「めぐーる」、「上野・阿手ルート」に乗車、「鳥越小学校前」停留所下車、東に徒歩約7分。
  - 土休日運休。

### 自動車
- 北陸自動車道小松ICから国道360号などを利用して車で20分。